# Malbaum (Jagd)

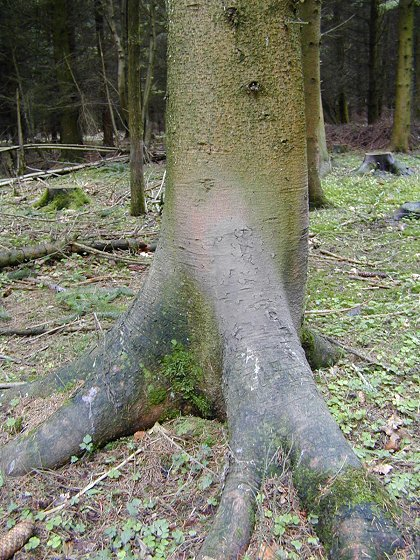
Malbaum mit Scheuerstellen durch Wildschweine

Malbäume sind Bäume, die Rotwild, Wildschweine oder Dachse dazu nutzen, um ihre Decke bzw. die Schwarte daran zu scheuern oder zu malen(von maalen: Rot- und Schwarzwild reibt sich aus der Suhle kommend an einem nahe stehenden Baum (Maalbaum)) Dieses Vorgehen dient dem Wohlbefinden der Tiere und hilft dabei, Ektoparasiten zu entfernen. Malbäume werden von den Tieren meist nach dem „Suhlen“ aufgesucht. Dadurch sind Malbäume auch durch den abgestreiften Schlamm leicht erkennbar. Jäger können durch anhaftende Haare, durch die Höhe der „Scheuerstellen“ und durch eventuelle Rindenverletzungen durch die Geweihe der Hirsche oder die Hauer der Keiler Rückschlüsse auf das vorhandene Wild ziehen.
Durch Einstreichen von Malbäumen mit Buchenholzteer kann ihre Attraktivität erhöht werden. Dieses Wissen wird von Jägern genutzt, um das Wild an bestimmte Orte zu gewöhnen, um es dort besser beobachten sowie bejagen zu können. Je nach Bedarf der Wildtiere kann ein Malbaum auch mit einem Leckstein verbunden werden. Damit die Tiere die Mineralien nicht zu konzentriert aufnehmen, werden diese Lecksteine (die meist für Wildtiere eine besondere Zusammensetzung haben) oben auf dem Malbaum befestigt oder (seltener) in einem Lecksteinfach untergebracht. Durch den natürlichen Niederschlag lösen sich Mineralien und fließen an den Malbäumen herunter. So können die Mineralien von den Wildtieren nach Bedarf aufgenommen werden.

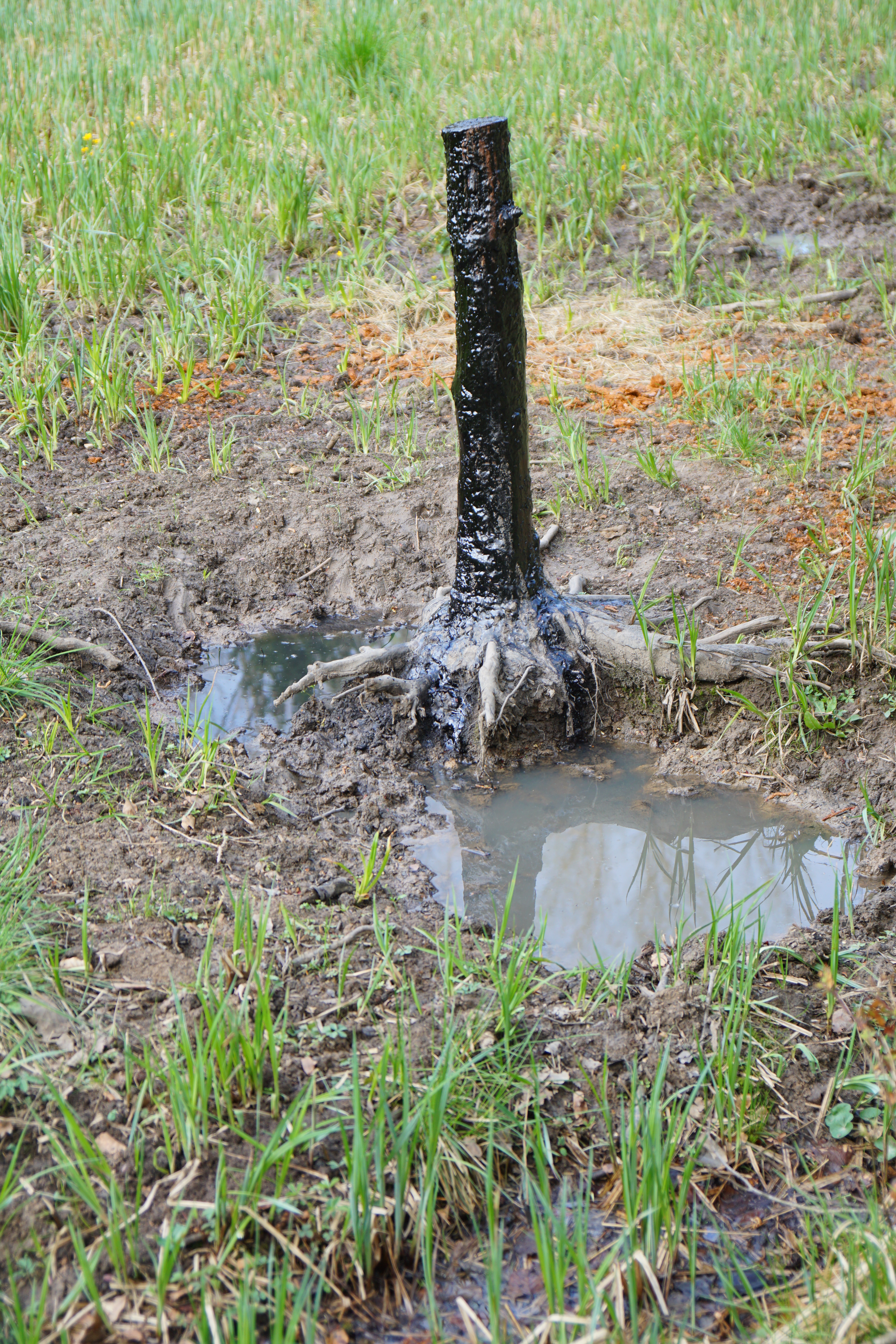
Malbaum mit Buchenholzteer eingestrichen
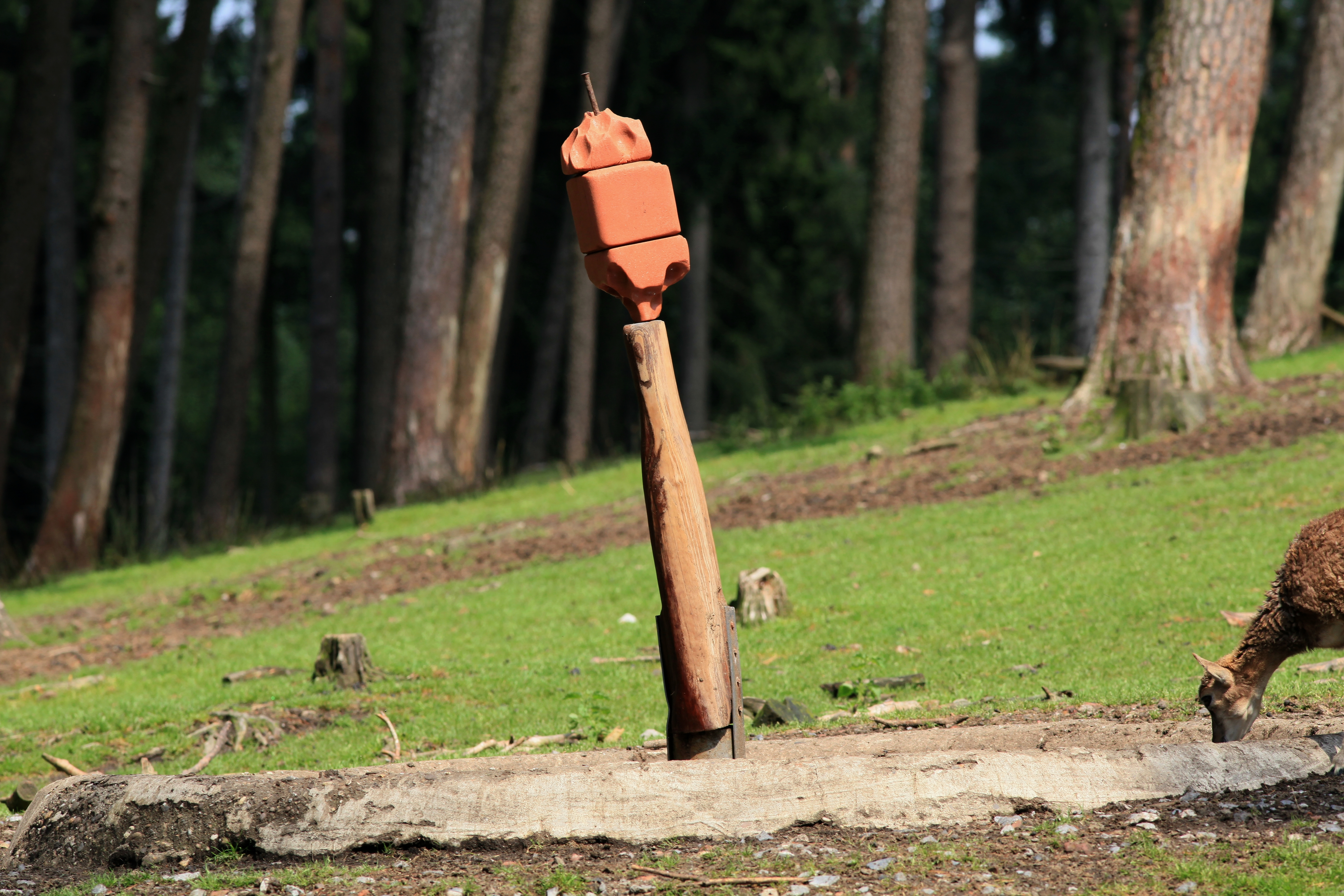
Malbaum mit oben befestigten Lecksteinen
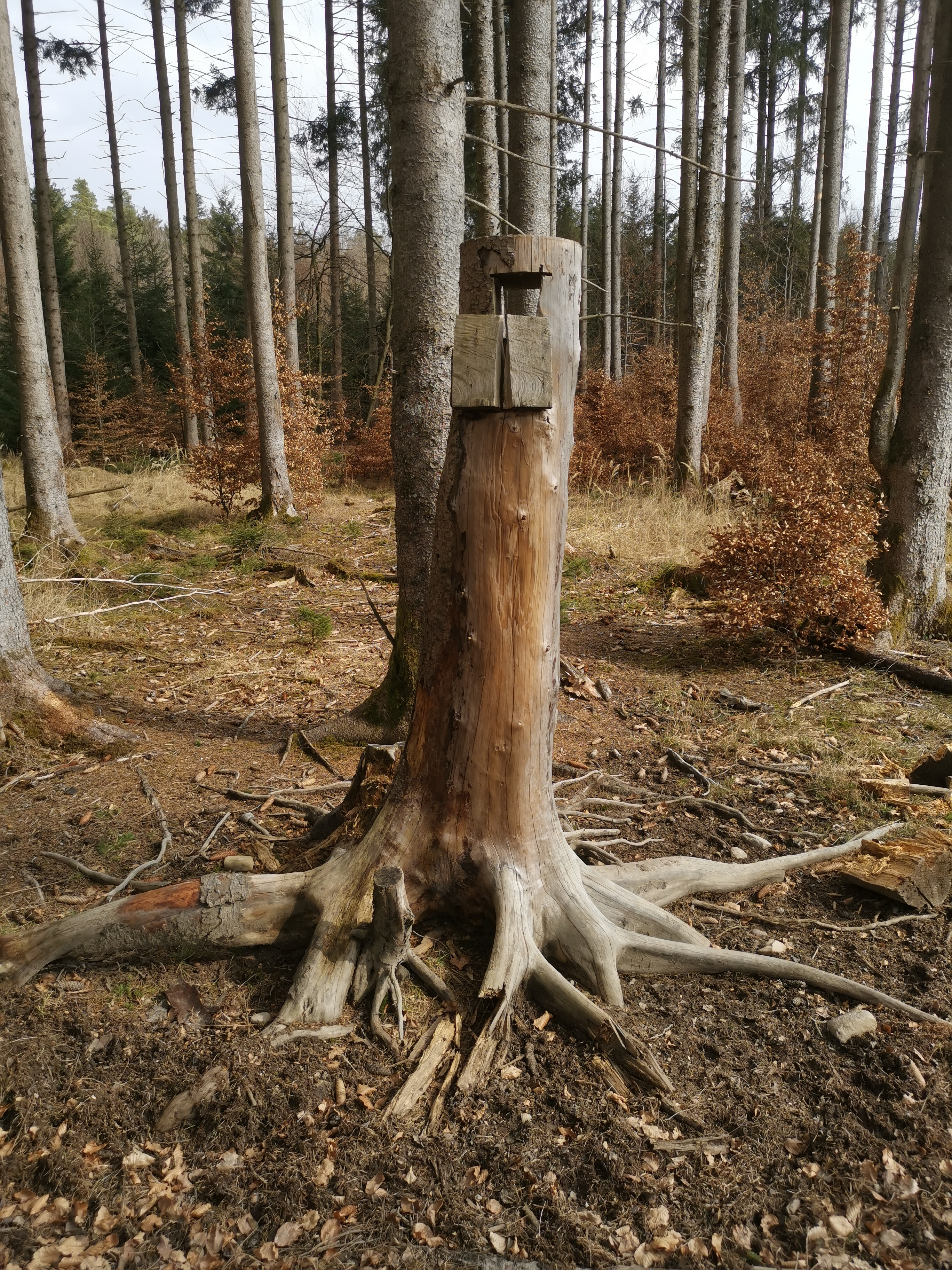
Malbaum mit Lecksteinfach im Forstenrieder Park